# Университет Невады в Рино
Университет Невады в Рино (англ. University of Nevada, Reno) — государственный исследовательский университет штата Невада (США), основан в 1874 году. Кампус университета находится в городе Рино.
По классификации Карнеги университет относится к категории высших учебных заведений с очень высокой исследовательской активностью.  По данным научного фонда в 2018 году университет занимал 139 место в США по размеру бюджета на исследования и разработки, который составил 144 миллиона долларов. В университете функционирует медицинская школа и школа журналистики, которая выпустила шесть лауреатов Пулитцеровской премии.

## История
Университет был учреждён штатом Невада как Государственный университет Невады в Элко 12 октября 1874 года. В 1881 году он был переименован в Университет штата Невада. В 1885 году Университет штата Невада переехал из Элко в Рино. В 1906 году он был переименован в Университет Невады.
Университет Невады оставался единственным четырехлетним учебным заведением в штате Невада до 1965 года, когда кампус Невады Южный (ныне Университет Невады, Лас-Вегас ) отделился в отдельный университет. В 1969 году название университета было изменено на Университет Невады в Рино, чтобы отличать его от нового учреждения в Лас-Вегасе.

## Репутация и рейтинги
В 2020 году Washington Monthly поставил UNR на 138-е место (из 389 национальных университетов США) по вкладу в общественное благо, которое определяется социальной мобильностью, объёмом исследований и общественных услуг.
В 2022 году Forbes поставил университет на 184 место в рейтинге учебных заведений, которые выпускают высокооплачиваемых и влиятельных выпускников из всех слоев общества.
В 2024 году Университет Невады в Рино занял 204 место в общем рейтинге национальных университетов США по версии US News & World Report.

## Структура
В университете ведётся обучение программы бакалавриата, магистратуры и докторантуры

#### Факультеты
Факультет наук о Земле и инженерии
Факультет журналистики
Факультет общественного здравоохранения
Факультет социальных исследований и изучения правосудия

#### Высшие школы
Высшая школа Университета Невады
Школа искусств
Медицинская школа
Школа сестринского дела
Школа социальной работы

#### Колледжи
Колледж сельского хозяйства, биотехнологий и природных ресурсов
Колледж бизнеса
Колледж образования и развития человека
Инженерный колледж
Колледж свободных искусств
Колледж науки
Колледж с отличием
Колледж национальной судебной коллегии
Колледж кооперативное расширение Университета Невады

#### Библиотеки
Главная библиотека — Центр знаний Mathewson-IGT. Открыта 11 августа 2008 года, стоимость строительства составила 75,3 млн долларов.
Баскская библиотека (размещена в отдельном разделе Центра знаний)
Библиотека DeLaMare (инженерное дело, физические науки, информатика, горное дело и геология)
Библиотека карт Мэри Б. Ансари
Медицинская библиотека Сэвитта
Образовательная библиотека — Центр обучения и ресурсов Нелл Дж. Редфилд
Специальные коллекции и университетские архивы

## Выпускники
- Бойл, Эммет — американский политик, 13-й губернатор Невады (1915—1923)
- Гиббонс, Джим — американский политик, 28-й губернатор штата Невада (2007—2011)
- Кортес-Масто, Кэтрин — американский юрист и политик, член Демократической партии, сенатор США от Невады (с 3 января 2017 года), первая женщина-представительница испаноязычной общины в Сенате США.
- Сэндовал, Брайан — американский политик, 29-й губернатор штата Невада (2011—2019)

## Преподаватели
- Ричардсон, Джеймс — американский социолог, профессор социологии и юриспруденции
- Скрухэм, Джеймс — 14 -й губернатор Невады (1923—1927), член Палаты представителей США, сенатор США; до занятия политикой преподавал и был деканом инженерного колледжа университета